# Melkus RS2000
Melkus RS2000 es un automóvil deportivo fabricado por Melkus, y que fue presentado en el Salón del Automóvil de Fráncfort en el año 2009. Debido a los problemas económicos de la marca dejó de fabricarse en el año 2012. Se fabricaron tres versiones: Melkus RS 2000, Melkus RS 2000 GT y Melkus RS 2000 GTS.